# Cantone di Raon-l'Étape
Il Cantone di Raon-l'Étape è una divisione amministrativa degli arrondissement di Épinal e di Saint-Dié-des-Vosges.
A seguito della riforma complessiva dei cantoni del 2014 è passato da 9 a 40 comuni.

## Composizione
Prima della riforma del 2014 comprendeva i comuni di:
- Allarmont
- Celles-sur-Plaine
- Étival-Clairefontaine
- Luvigny
- Nompatelize
- Raon-l'Étape
- Raon-sur-Plaine
- Saint-Remy
- Vexaincourt

Dal 2015 comprende i comuni di:
- Allarmont
- Anglemont
- Ban-de-Sapt
- Bazien
- Belval
- Brû
- Celles-sur-Plaine
- Châtas
- Denipaire
- Domptail
- Doncières
- Étival-Clairefontaine
- Grandrupt
- Hurbache
- Luvigny
- Ménarmont
- Ménil-de-Senones
- Ménil-sur-Belvitte
- Le Mont
- Moussey
- Moyenmoutier
- Nompatelize
- Nossoncourt
- La Petite-Raon
- Le Puid
- Raon-l'Étape
- Raon-sur-Plaine
- Roville-aux-Chênes
- Saint-Benoît-la-Chipotte
- Saint-Jean-d'Ormont
- Saint-Pierremont
- Saint-Remy
- Saint-Stail
- Sainte-Barbe
- Le Saulcy
- Senones
- Le Vermont
- Vexaincourt
- Vieux-Moulin
- Xaffévillers